# Jardin Solitude
Jardin Solitude är en park vid Avenue des Villiers i Quartier de la Plaine-de-Monceaux i Paris sjuttonde arrondissement. Parken är uppkallad efter slaven och frihetskämpen La Mulâtresse Solitude (1772–1802), som deltog i striden mot slaveriet på Guadeloupe. Parken invigdes år 2022.
I parken står en staty föreställande La Mulâtresse Solitude, utförd av skulptören Didier Audrat. Skulpturen avtäcktes av Paris borgmästare Anne Hidalgo den 10 maj 2022.

## Bilder
| - Jardin Solitude med statyn föreställande La Mulâtresse Solitude. - Parkens skylt. |

## Omgivningar
- Saint-François-de-Sales
- Parc Monceau

## Kommunikationer
- Tunnelbana – linje  – Malesherbes

### Webbkällor
- ”Solitude, une statue emblématique de la lutte contre l'esclavage” (på franska). Paris.fr. 16 maj 2022. Arkiverad från originalet den 1 oktober 2022. https://archive.ph/FY3Ix. Läst 1 oktober 2022.
- ”Solitude, the first statue of a Black woman inaugurated in Paris” (på franska). Sortir à Paris. 17 maj 2022. Arkiverad från originalet den 2 oktober 2022. https://archive.ph/qiroL. Läst 2 oktober 2022.